# Aillutticus nitens
Espèce
Aillutticus nitens est une espèce d'araignées aranéomorphes de la famille des Salticidae.

## Distribution
Cette espèce se rencontre au Brésil et en Argentine.

## Description
Le mâle holotype mesure 2,83 mm et la femelle paratype 4,13 mm, les mâles mesurent de 2,70 à 3,33 mm et les femelles de 3,80 à 4,26 mm.

## Publication originale
- Galiano, 1987 : Description of Aillutticus, new genus (Araneae, Salticidae). Bulletin of the British Arachnology. Society, vol. 7, p. 157-164.